# Rainbow Connection (álbum)
Rainbow Connection es el quincagesimotercer álbum de estudio del músico estadounidense Willie Nelson publicado por la compañía discográfica Island Records el 12 de junio de 2001. Grabado en el rancho de Nelson de Spicewood, Texas entre diciembre de 2000 y enero de 2001, fue nominado al Grammy en la categoría de álbum country del año.

## Lista de canciones
1. "Rainbow Connection" (Paul Williams, Kenneth Ascher) – 4:29
2. "I'm Looking Over a Four Leaf Clover" (Paul Edgar Johnson) – 2:30
3. "Ol' Blue" (Trad.) – 2:36
4. "Wise Old Me" (Amy Nelson) – 4:14
5. "Won't You Ride in My Little Red Wagon" (Rex Griffin) – 1:28
6. "Playmate" (H.W. Petrie) – 1:37
7. "I'm My Own Grandpa" (David D. Diebler) – 3:19
8. "Rock Me to Sleep" (Tom Hunter) – 3:16
9. "Playin' Dominoes and Shootin' Dice" (Tex Woods, O.D. Dobbs) – 2:46
10. "Wouldn't Have It Any Other Way" (Willie Nelson) – 1:55
11. "Outskirts of Town" (W. Weldon) – 7:20
12. "Just Dropped In (To See What Condition My Condition Was In)" (Mickey Newbury) – 3:42
13. "The Thirty-Third of August" (Mickey Newbury)– 4:33

## Personal
- Willie Nelson – guitarra y voz
- Matt Hubbard – armónica, bajo, piano eléctrico y teclados
- Amy Nelson – coros
- Lana Nelson – coros
- George Fowler - coros
- Paula Nelson – voz
- Gabe Rhodes – guitarra
- David Zettner – pedal steel guitar, guitarra eléctrica y guitarra

## Posición en listas
| País           | Lista              | Posición |
| -------------- | ------------------ | -------- |
| Estados Unidos | Top Country Albums | 52       |